# (157015) Walterstraube
(157015) Walterstraube est un astéroïde de la ceinture principale.

## Description
(157015) Walterstraube est un astéroïde de la ceinture principale. Il fut découvert le 25 août 2003 à Drebach par André Knöfel et Gerhard Lehmann. Il présente une orbite caractérisée par un demi-grand axe de 3,12 UA, une excentricité de 0,07 et une inclinaison de 9,7° par rapport à l'écliptique.

## Compléments